# Pierre Emmanuel
Jean-Noël Mathieu, cunoscut sub pseudonimul Pierre Emmanuel (n. 3 mai 1916 - d. 24 septembrie 1984) a fost un poet francez de inspirație creștină.
A fost discipol al lui Pierre Jean Jouve.
Versurile sale patetice au o mare bogăție verbală și imagistică.

## Opera
- 1940: Elegii ("Elégies");
- 1941: Mormântul lui Orfeu ("Tombeau d'Orphée");
- 1942: Luptă cu apărătorii tăi ("Combats avec tes défenseurs");
- 1945: Libertatea ne călăuzește pașii ("La liberté guide nos pas");
- 1945: Sodome;
- 1949: Poezie, rațiune arzătoare ("Poésie, raison ardente");
- 1952: Babel;
- 1947: Cântecele degetarului ("Chanson du dé à coudre");
- 1956: Chip nour ("Visage Nuage");
- 1958: Povârnișul vârstei ("Versant de l'Âge");
- 1961: Evangheliarul ("Evangéliaire");
- 1970: Jacob.

## Funcții
Pierre Emmanuel a fost membru al Academiei Franceze (din 1968), președinte al  PEN Club, filiala franceză (în perioada 1973 - 1976) și primul președinte  al Institutului național al Audiovizualului din Franța (începând cu 1973).

## Decorații
- Ofițer al Legiunii de onoare;
- Mare ofițer al Ordinului Național al Meritului ("Ordre national du Mérite");
- Comandor în Arte și Litere.